# Grand Prix moto de Malaisie 2006
Le  Grand Prix moto de Malaisie 2006 est la treizième manche du championnat du monde de vitesse moto 2006. La compétition s'est déroulée du 8 au 10 septembre 2006 sur le circuit international de Sepang. C'est la 16e édition du Grand Prix moto de Malaisie.

## Catégorie MotoGP

### Qualifications MotoGP
| 1re ligne: | 1re ligne: | 1re ligne: | Valentino Rossi  | Loris Capirossi   | Daniel Pedrosa |
| 2e ligne:  | 2e ligne:  | 2e ligne:  | Nicky Hayden     | Sete Gibernau     | John Hopkins   |
| 3e ligne:  | 3e ligne:  | 3e ligne:  | Kenny Roberts Jr | Casey Stoner      | Marco Melandri |
| 4e ligne:  | 4e ligne:  | 4e ligne:  | Colin Edwards    | Chris Vermeulen   | Carlos Checa   |
| 5e ligne:  | 5e ligne:  | 5e ligne:  | Randy de Puniet  | Makoto Tamada     | Alex Hofmann   |
| 6e ligne:  | 6e ligne:  | 6e ligne:  | James Ellison    | Jose Luis Cardoso |                |

### Classement final MotoGP
| Pos  | Pilote            | Moto     | Temps           | Grille | Points |
| ---- | ----------------- | -------- | --------------- | ------ | ------ |
| 1    | Valentino Rossi   | Yamaha   | 43 min 07 s 829 | 1      | 25     |
| 2    | Loris Capirossi   | Ducati   | +0 s 849        | 3      | 20     |
| 3    | Daniel Pedrosa    | Honda    | +3 s 863        | 19     | 16     |
| 4    | Nicky Hayden      | Honda    | +5 s 780        | 2      | 13     |
| 5    | Sete Gibernau     | Ducati   | +9 s 301        | 5      | 11     |
| 6    | John Hopkins      | Suzuki   | +11 s 081       | 7      | 10     |
| 7    | Kenny Roberts Jr  | KR212V   | +11 s 838       | 4      | 9      |
| 8    | Casey Stoner      | Honda    | +12 s 267       | 9      | 8      |
| 9    | Marco Melandri    | Honda    | +15 s 019       | 8      | 7      |
| 10   | Colin Edwards     | Yamaha   | +19 s 909       | 10     | 6      |
| 11   | Chris Vermeulen   | Suzuki   | +24 s 371       | 14     | 5      |
| 12   | Carlos Checa      | Yamaha   | +30 s 884       | 13     | 4      |
| 13   | Randy de Puniet   | Kawasaki | +36 s 335       | 6      | 3      |
| 14   | Makoto Tamada     | Honda    | +48 s 777       | 15     | 2      |
| 15   | Alex Hofmann      | Ducati   | +59 s 081       | 16     | 1      |
| 16   | James Ellison     | Yamaha   | +1 min 05 s 787 | 17     |        |
| 17   | José Luis Cardoso | Ducati   | +1 min 37 s 862 | 18     |        |
| Abd. | Toni Elias        | Honda    | Abandon         | 12     |        |
| Abd. | Shinya Nakano     | Kawasaki | Abandon         | 11     |        |

## Catégorie 250cm³

### Qualifications 250cm³
| 1re ligne: | 1re ligne: | 1re ligne: | Hector Barbera   | Jorge Lorenzo    | Hiroshi Aoyama  | Roberto Locatelli |
| 2e ligne:  | 2e ligne:  | 2e ligne:  | Andrea Dovizioso | Alex De Angelis  | Shuhei Aoyama   | Martin Cardenas   |
| 3e ligne:  | 3e ligne:  | 3e ligne:  | Yuki Takahashi   | Sylvain Guintoli | Manuel Poggiali | Marco Simoncelli  |

### Classement final 250cm³
| Pos  | Pilote            | Moto    | Temps           | Grille | Points |
| ---- | ----------------- | ------- | --------------- | ------ | ------ |
| 1    | Jorge Lorenzo     | Aprilia | 43 min 15 s 499 | 2      | 25     |
| 2    | Andrea Dovizioso  | Honda   | +5 s 428        | 5      | 20     |
| 3    | Alex De Angelis   | Aprilia | +10 s 225       | 6      | 16     |
| 4    | Yuki Takahashi    | Honda   | +25 s 669       | 9      | 13     |
| 5    | Roberto Locatelli | Aprilia | +31 s 152       | 4      | 11     |
| 6    | Shuhei Aoyama     | Honda   | +39 s 936       | 7      | 10     |
| 7    | Sylvain Guintoli  | Aprilia | +50 s 672       | 10     | 9      |
| 8    | Marco Simoncelli  | Gilera  | +1 min 06 s 107 | 12     | 8      |
| 9    | Aleix Espargaro   | Honda   | +1 min 06 s 556 | 13     | 7      |
| 10   | Jules Cluzel      | Aprilia | +1 min 17 s 868 | 20     | 6      |
| 11   | Arnaud Vincent    | Honda   | +1 min 27 s 761 | 27     | 5      |
| 12   | Jordi Carchano    | Honda   | +1 min 54 s 913 | 18     | 4      |
| 13   | Taro Sekiguchi    | Aprilia | +2 min 00 s 097 | 22     | 3      |
| 14   | Luca Morelli      | Aprilia | +2 min 24 s 623 | 21     | 2      |
| 15   | Anthony West      | Aprilia | +1 tour         | 26     | 1      |
| 16   | Chi Feng Ho       | Aprilia | +1 tour         | 23     |        |
| 17   | Rong Zhai Su      | Aprilia | +1 tour         | 25     |        |
| 18   | Alessio Palumbo   | Aprilia | +1 tour         | 24     |        |
| Abd. | Fabricio Perren   | Honda   | Abandon         | 19     |        |
| Abd. | Andrea Ballerini  | Aprilia | Abandon         | 17     |        |
| Abd. | Jakub Smrž        | Aprilia | Abandon         | 15     |        |
| Abd. | Manuel Poggiali   | KTM     | Abandon         | 11     |        |
| Abd. | Dirk Heidolf      | Aprilia | Abandon         | 14     |        |
| Abd. | Hiroshi Aoyama    | KTM     | Abandon         | 3      |        |
| Abd. | Arturo Tizon      | Honda   | Abandon         | 16     |        |
| Abd. | Martín Cárdenas   | Honda   | Abandon         | 8      |        |
| Abd. | Hector Barbera    | Aprilia | Abandon         | 1      |        |

## Catégorie 125cm³

### Qualifications 125cm³
| 1re ligne: | 1re ligne: | 1re ligne: | Alvaro Bautista  | Mika Kallio    | Mattia Pasini | Joan Olive     |
| 2e ligne:  | 2e ligne:  | 2e ligne:  | Hector Faubel    | Nicolas Terol  | Lukáš Pešek   | Fabrizio Lai   |
| 3e ligne:  | 3e ligne:  | 3e ligne:  | Tomoyoshi Koyama | Sandro Cortese | Julian Simon  | Gabor Talmacsi |

### Classement final 125cm³
| Pos  | Pilote              | Moto     | Temps           | Points |
| ---- | ------------------- | -------- | --------------- | ------ |
| 1    | Alvaro Bautista     | Aprilia  | 26 min 52 s 154 | 25     |
| 2    | Mika Kallio         | KTM      | +3 s 577        | 20     |
| 3    | Hector Faubel       | Aprilia  | +9 s 904        | 16     |
| 4    | Julian Simon        | KTM      | +9 s 974        | 13     |
| 5    | Joan Olive          | Aprilia  | +11 s 551       | 11     |
| 6    | Sergio Gadea        | Aprilia  | +11 s 588       | 10     |
| 7    | Mattia Pasini       | Aprilia  | +13 s 157       | 9      |
| 8    | Gabor Talmacsi      | Honda    | +13 s 198       | 8      |
| 9    | Lukas Pesek         | Derbi    | +13 s 934       | 7      |
| 10   | Nicolas Terol       | Derbi    | +15 s 004       | 6      |
| 11   | Fabrizio Lai        | Honda    | +19 s 568       | 5      |
| 12   | Esteve Rabat        | Honda    | +25 s 342       | 4      |
| 13   | Thomas Lüthi        | Aprilia  | +26 s 317       | 3      |
| 14   | Pol Espargaro       | Aprilia  | +34 s 470       | 2      |
| 15   | Simone Sandi        | Aprilia  | +41 s 849       | 1      |
| 16   | Federico Sandi      | Aprilia  | +41 s 917       |        |
| 17   | Sandro Cortese      | Honda    | +42 s 058       |        |
| 18   | Karel Abraham       | Aprilia  | +47 s 431       |        |
| 19   | Roberto Tamburini   | Aprilia  | +47 s 466       |        |
| 20   | Michael Ranseder    | KTM      | +48 s 003       |        |
| 21   | Michele Conti       | Honda    | +48 s 480       |        |
| 22   | Manuel Hernandez    | Aprilia  | +49 s 229       |        |
| 23   | Imre Toth           | Aprilia  | +49 s 987       |        |
| 24   | Michele Pirro       | Honda    | +54 s 614       |        |
| 25   | Roberto Lacalendola | Aprilia  | +1 min 07 s 132 |        |
| 26   | Doni Tata Pradita   | Yamaha   | +1 min 24 s 614 |        |
| Abd. | Dino Lombardi       | Aprilia  | Abandon         |        |
| Abd. | Joey Litjens        | Honda    | Abandon         |        |
| Abd. | Tomoyoshi Koyama    | Malaguti | Abandon         |        |
| Abd. | Raffaele De Rosa    | Aprilia  | Abandon         |        |
| Abd. | Pablo Nieto         | Aprilia  | Abandon         |        |
| Abd. | Mike Di Meglio      | Honda    | Abandon         |        |
| Abd. | Simone Grotzky Jr   | Aprilia  | Abandon         |        |
| Abd. | Vincent Braillard   | Aprilia  | Abandon         |        |
| Abd. | Andrea Iannone      | Aprilia  | Abandon         |        |
| Abd. | Lorenzo Zanetti     | Aprilia  | Abandon         |        |